# رود عمیق (رمان)
رود عمیق (به ژاپنی: 深い河, Fukai kawa) رمانی اثر اندو شوساکو است که در سال ۱۹۹۳ منتشر شد. هنگامی که او در سال ۱۹۹۶ درگذشت، تنها دو رمان برای قرار دادن در تابوت او انتخاب شد. رود عمیق یکی از آنها بود.

## خلاصه طرح داستان
داستان سفر چهار گردشگر ژاپنی در یک تور به هند در سال ۱۹۸۴ (میلادی) است. هر کدام از آنها هدف‌ها و انتظارات متفاوتی دارند. حتی اگر زمانی که نخست‌وزیر هند، ایندیرا گاندی توسط سیکهای مبارز ترور ایندیرا گاندی کشته می‌شود، گردشگران اکتشافات معنوی خود را در سواحل گنگ (رود) پیدا می‌کنند.
یکی از گردشگران «اوسامو ایزوبه» است. او یک مدیر طبقه متوسط است که همسرش بر اثر سرطان درگذشته است. در بستر مرگ از او خواست که در تناسخ آینده او را جستجو کند. جستجوی تناسخ او را به هند می‌برد، حتی اگر در تناسخ شک دارد.
روان «کیگوچی» در میانمار توسط وحشت‌های دوران جنگ تسخیر شده‌است و به دنبال اجرای آیین‌های بودایی در هند برای روح دوستانش در ارتش ژاپن و همچنین دشمنانش است. او تحت تأثیر یک داوطلب مسیحی خارجی قرار می‌گیرد که به دوست بیمار خود کمک می‌کند تا با تجربیات غم‌انگیز در طول جنگ مقابله کند.
«نومادا» از زمان کودکی در منچوری عشق عمیقی به حیوانات دارد. او معتقد است که یک پرنده خانگی که صاحبش بوده به جای او مرده‌است. او برای بازدید از پناهگاه پرندگان به هند می‌رود.
«میتسوکو ناروسه» پس از یک ازدواج ناموفق متوجه می‌شود که او فردی ناتوان در عشق است. او به امید یافتن معنای زندگی به هند می‌رود. ارزش‌های او توسط «اوتسو»، همکلاسی سابق او که زمانی بی‌رحمانه او را اغوا کرد و سپس ترک کرد، به چالش کشیده می‌شود. اگرچه او به عنوان یک زن کشیش کلیسای کاتولیک شغلی امیدوارکننده داشت اما ایده‌های بدعت‌گرایانه اوتسو در مورد خدای پانتهیست (همه‌خدایی) منجر به اخراج او کلیسا شد . او کمک می‌کند تا هندیان مرده را به کوره‌سوزی محلی ببرند تا خاکستر آن‌ها روی رود گنگ پخش شود. تلاش‌های او در نهایت به خطر افتادن او منجر می‌شود زیرا در قیام‌های ضد سیک در کشور گرفتار می‌شود. در همین حال، میتسوکو با دو راهبه از مبلغان جمعیت مبلغان خیریه ملاقات می‌کند و شروع به درک ایدهٔ «اوتسو» از خدا می‌کند.

## اقتباس فیلم
فیلم رود عمیق بر اساس این رمان (همچنین با نام فوکای کاوا) در سال ۱۹۹۵ ساخته شد. این فیلم توسط کی کومای کارگردانی شد. در این فیلم کومیکو آکیوشی در نقش «میتسوکو»، ایجی اوکودا در نقش «اوتسو»، هیساشی ایگاوا در نقش «ایزوبه»، یویچی نوماتا در نقش «کیگوچی»، و سوگیموته در نقش «ایزوبه» بازی می‌کنند. کیوکو کاگاوا نقش «ایزوبه» را در فلش بک‌ها بازی می‌کند، در حالی که «نومادا» تبدیل به «تسوکادا» با بازی توشیرو میفونه می‌شود و کین سوگای نیز نقش همسرش را بازی می‌کند.